# Maylis de Kerangal
Maylis de Kerangal (16 de junho de 1967, Toulon, França) é uma romancista francesa. Seus romances exploram profundamente as pessoas em suas vidas profissionais. Ela ganhou vários prêmios por suas obras, que foram traduzidos em vários idiomas. Dois foram adaptados para o cinema.

## Vida e Carreira
Criada em Le Havre, Maylis de Kerangal estudou história e filosofia em Rouen e Paris. Ela trabalhou na Éditions Gallimard, em Paris, no departamento de literatura infantil e juvenil, de 1991 a 1996. Após a volta para França, de uma viagem para os Estados Unidos, fez pós-graduação na Escola de Estudos Avançados em Ciências Sociais.
De Kerangal escreveu seu primeiro romance em 2000, se tornando escritora em tempo integral. Seu romance Naissance d'un pont, 2010, apresenta a saga literária de um punhado de homens e mulheres encarregados de construir uma ponte em algum lugar da mítica Califórnia. O livro foi pré-selecionado para o prêmio Prix Goncourt, além de receber o Prêmio Médicis em 2010 e o Prêmio Gregor von Rezzori em 2014. A obra foi traduzida para vários idiomas em todo o mundo.
Réparer les vivants, publicado em 2013, foi adaptado para o palco e encenado no festival de teatro de Avignon. O romance recebeu críticas positivas por seu olhar íntimo sobre as realidades e questionamentos filosóficos em torno da doação de órgãos. Foi adaptado para o cinema, sob o título Heal the Living (2016). A obra ganhou os prêmios Prix Orange du Livre e o Grand prix RTL du livre na França, e o Wellcome Book Prize de 2017 no Reino Unido.